# Kazuyoshi Mikami
Kazuyoshi Mikami (jap. 三上 和良 Mikami Kazuyoshi; ur. 29 sierpnia 1975) – japoński piłkarz występujący na pozycji obrońcy.

## Kariera klubowa
Od 1998 do 2006 roku występował w klubach Vissel Kobe, Verdy Kawasaki, JEF United Ichihara, Yokohama F. Marinos, Oita Trinita i Omiya Ardija.